# WTA Tour 1990
Die WTA Tour 1990 (offiziell: Kraft General Foods World Tour 1990) ist der 20. Jahrgang der Damentennis-Turnierserie, die von der Women’s Tennis Association ausgetragen wird.
Die Teamwettbewerbe Hopman Cup und Federation Cup werden wie die Grand-Slam-Turniere nicht von der WTA, sondern von der ITF organisiert. Sie werden dennoch aufgeführt, da die Spitzenspielerinnen auch dort in der Regel spielen.

## Turnierplan
| Kategorie          |
| ------------------ |
| Grand Slam         |
| Tour Championships |
| Tier I             |
| Tier II            |
| Tier III           |
| Tier IV & V        |

| Sonstige       |
| -------------- |
| Hopman Cup     |
| Federation Cup |

### Erklärungen
Die Zeichenfolge von z. B. 128E/96Q/64D/32M hat folgende Bedeutung:

128E = 128 Spielerinnen spielen im Einzel

96Q = 96 Spielerinnen spielen die Qualifikation

64D = 64 Paarungen spielen im Doppel

32M = 32 Paarungen spielen im Mixed

### Dezember
| Datum 1 | Turnier                                                | Sieger(in)                                     | Finalgegner(in)          | Ergebnis |
| ------- | ------------------------------------------------------ | ---------------------------------------------- | ------------------------ | -------- |
| 25.12.  | Hopman Cup Perth, Australien ITF – 350.000 $ Hartplatz | Arantxa Sánchez Vicario Emilio Sánchez Vicario | Pam Shriver John McEnroe | 2:1      |

### Januar
| Datum 1         | Turnier                                                                                     | Sieger(in)                        | Finalgegner(in)                      | Ergebnis       |
| --------------- | ------------------------------------------------------------------------------------------- | --------------------------------- | ------------------------------------ | -------------- |
| 01.01.          | Danone Women’s Open Brisbane, Australien Tier IV – 150.000 $ Hartplatz – 56E/32Q/28D        | Natallja Swerawa                  | Rachel McQuillan                     | 6:4, 6:0       |
| 01.01.          | Danone Women’s Open Brisbane, Australien Tier IV – 150.000 $ Hartplatz – 56E/32Q/28D        | Jana Novotná Helena Suková        | Hana Mandlíková Pam Shriver          | 6:3, 6:1       |
| 08.01.          | Holden NSW Open Sydney, Australien Tier III – 225.000 $ Hartplatz – 56E/32Q/28D             | Natallja Swerawa                  | Barbara Paulus                       | 4:6, 6:1, 6:3  |
| 08.01.          | Holden NSW Open Sydney, Australien Tier III – 225.000 $ Hartplatz – 56E/32Q/28D             | Jana Novotná Helena Suková        | Larissa Sawtschenko Natallja Swerawa | 6:3, 7:5       |
| 15.01. – 28.01. | Australian Open Melbourne, Australien Grand Slam – 1.000.000 $ Hartplatz – 128E/48Q/64D/32M | Steffi Graf                       | Mary Joe Fernández                   | 6:3, 6:4       |
| 15.01. – 28.01. | Australian Open Melbourne, Australien Grand Slam – 1.000.000 $ Hartplatz – 128E/48Q/64D/32M | Jana Novotná Helena Suková        | Patty Fendick Mary Joe Fernández     | 7:65, 7:66     |
| 15.01. – 28.01. | Australian Open Melbourne, Australien Grand Slam – 1.000.000 $ Hartplatz – 128E/48Q/64D/32M | Natallja Swerawa Jim Pugh         | Zina Garrison Rick Leach             | 4:6, 6:2, 6:3  |
| 29.01.          | Nutri-Metics Auckland, Neuseeland Tier V – 75.000 $ Hartplatz – 32E/32Q/16D                 | Leila Mes’chi                     | Sabine Appelmans                     | 6:1, 6:0       |
| 29.01.          | Nutri-Metics Auckland, Neuseeland Tier V – 75.000 $ Hartplatz – 32E/32Q/16D                 | Natalija Medwedjewa Leila Mes’chi | Jill Hetherington Robin White        | 3:6, 6:3, 7:63 |
| 29.01.          | Toray Pan Pacific Open Tokio, Japan Tier II – 350.000 $ Teppich (Halle) – 28E/32Q/16D       | Steffi Graf                       | Arantxa Sánchez Vicario              | 6:1, 6:2       |
| 29.01.          | Toray Pan Pacific Open Tokio, Japan Tier II – 350.000 $ Teppich (Halle) – 28E/32Q/16D       | Gigi Fernández Elizabeth Smylie   | Jo-Anne Faull Rachel McQuillan       | 6:2, 6:2       |

### Februar
| Datum 1 | Turnier | Siegerin                          | Finalgegnerin                            | Ergebnis      |
| ------- | --- | --------------------------------- | ---------------------------------------- | ------------- |
| 05.02.  | Fernleaf International Classic Wellington, Neuseeland Tier V – 75.000 $ Hartplatz – 32/32Q/16D                   | Wiltrud Probst                    | Leila Mes’chi                            | 1:6, 6:4, 6:0 |
| 05.02.  | Fernleaf International Classic Wellington, Neuseeland Tier V – 75.000 $ Hartplatz – 32/32Q/16D                   | Natalija Medwedjewa Leila Mes’chi | Michelle Jaggard Julie Richardson        | 6:3, 2:6, 6:4 |
| 05.02.  | Breyers Tennis Classic Wichita, Vereinigte Staaten Tier IV – 150.000 $ Hartplatz (Halle) – 32E/30Q/16D           | Dinky Van Rensburg                | Nathalie Tauziat                         | 2:6, 7:5, 6:2 |
| 05.02.  | Breyers Tennis Classic Wichita, Vereinigte Staaten Tier IV – 150.000 $ Hartplatz (Halle) – 32E/30Q/16D           | Manon Bollegraf Meredith McGrath  | Mary-Lou Daniels Wendy White             | 6:0, 6:2      |
| 12.02.  | Virginia Slims of Chicago Chicago, Vereinigte Staaten Tier I – 500.000 $ Teppich (Halle) – 32E/32Q/16D           | Martina Navratilova               | Manuela Maleeva-Fragnière                | 6:3, 6:2      |
| 12.02.  | Virginia Slims of Chicago Chicago, Vereinigte Staaten Tier I – 500.000 $ Teppich (Halle) – 32E/32Q/16D           | Martina Navratilova Anne Smith    | Arantxa Sánchez Vicario Nathalie Tauziat | 6:7, 6:4, 6:3 |
| 19.02.  | Virginia Slims of Oklahoma Oklahoma City, Vereinigte Staaten Tier IV – 150.000 $ Hartplatz (Halle) – 32E/32Q/16D | Amy Frazier                       | Manon Bollegraf                          | 6:4, 6:2      |
| 19.02.  | Virginia Slims of Oklahoma Oklahoma City, Vereinigte Staaten Tier IV – 150.000 $ Hartplatz (Halle) – 32E/32Q/16D | Mary-Lou Daniels Wendy White      | Manon Bollegraf Lise Gregory             | 7:5, 6:2      |
| 19.02.  | Virginia Slims of Washington Washington, Vereinigte Staaten Tier II – 350.000 $ Teppich (Halle) – 28E/14D        | Martina Navratilova               | Zina Garrison                            | 6:1, 6:0      |
| 19.02.  | Virginia Slims of Washington Washington, Vereinigte Staaten Tier II – 350.000 $ Teppich (Halle) – 28E/14D        | Zina Garrison Martina Navratilova | Ann Henricksson Dinky Van Rensburg       | 6:0, 6:3      |
| 26.02.  | Virginia Slims of Indian Wells Indian Wells, Vereinigte Staaten Tier II – 350.000 $ Hartplatz – 56E/32Q/28D      | Martina Navratilova               | Helena Suková                            | 6:2, 5:7, 6:1 |
| 26.02.  | Virginia Slims of Indian Wells Indian Wells, Vereinigte Staaten Tier II – 350.000 $ Hartplatz – 56E/32Q/28D      | Jana Novotná Helena Suková        | Gigi Fernández Martina Navratilova       | 6:2, 7:6      |

### März
| Datum 1 | Turnier | Siegerin                         | Finalgegnerin               | Ergebnis      |
| ------- | --- | -------------------------------- | --------------------------- | ------------- |
| 05.03.  | Virginia Slims of Florida Boca Raton, Vereinigte Staaten Tier II – 350.000 $ Hartplatz – 56E/32Q/28D             | Gabriela Sabatini                | Jennifer Capriati           | 6:4, 7:5      |
| 05.03.  | Virginia Slims of Florida Boca Raton, Vereinigte Staaten Tier II – 350.000 $ Hartplatz – 56E/32Q/28D             | Jana Novotná Helena Suková       | Elise Burgin Wendy Turnbull | 6:4, 6:2      |
| 19.03.  | Lipton International Player’s Championships Miami, Vereinigte Staaten Tier I – 750.000 $ Hartplatz – 96E/64Q/48D | Monica Seles                     | Judith Wiesner              | 6:1, 6:2      |
| 19.03.  | Lipton International Player’s Championships Miami, Vereinigte Staaten Tier I – 750.000 $ Hartplatz – 96E/64Q/48D | Jana Novotná Helena Suková       | Betsy Nagelsen Robin White  | 6:4, 6:3      |
| 26.03.  | Virginia Slims of Houston Houston, Vereinigte Staaten Tier III – 225.000 $ Sandplatz – 16E/16Q/7D                | Katerina Maleewa                 | Arantxa Sánchez Vicario     | 6:1, 1:6, 6:4 |
| 26.03.  | Virginia Slims of Houston Houston, Vereinigte Staaten Tier III – 225.000 $ Sandplatz – 16E/16Q/7D                | wegen Wetterproblemen gestrichen |                             |               |
| 26.03.  | US Hardcourt Championships San Antonio, Vereinigte Staaten Tier III – 225.000 $ Hartplatz – 16E/16Q/8D           | Monica Seles                     | Manuela Maleeva-Fragnière   | 6:4, 6:3      |
| 26.03.  | US Hardcourt Championships San Antonio, Vereinigte Staaten Tier III – 225.000 $ Hartplatz – 16E/16Q/8D           | Kathy Jordan Elizabeth Smylie    | Gigi Fernández Robin White  | 7:5, 7:5      |

### April
| Datum 1 | Turnier                                                                                                   | Siegerin                                    | Finalgegnerin                      | Ergebnis       |
| ------- | --- | ------------------------------------------- | ---------------------------------- | -------------- |
| 02.04.  | Family Circle Cup Hilton Head Island, Vereinigte Staaten Tier I – 500.000 $ Sandplatz – 56E/32Q/28D       | Martina Navratilova                         | Jennifer Capriati                  | 6:2, 6:4       |
| 02.04.  | Family Circle Cup Hilton Head Island, Vereinigte Staaten Tier I – 500.000 $ Sandplatz – 56E/32Q/28D       | Martina Navratilova Arantxa Sánchez Vicario | Mercedes Paz Natallja Swerawa      | 6:2, 6:1       |
| 09.04.  | Bausch & Lomb Championships Amelia Island, Vereinigte Staaten Tier II – 350.000 $ Sandplatz – 56E/32Q/28D | Steffi Graf                                 | Arantxa Sánchez Vicario            | 6:1, 6:0       |
| 09.04.  | Bausch & Lomb Championships Amelia Island, Vereinigte Staaten Tier II – 350.000 $ Sandplatz – 56E/32Q/28D | Mercedes Paz Arantxa Sánchez Vicario        | Regina Rajchrtová Andrea Temesvári | 7:66, 6:4      |
| 09.04.  | Suntory Japan Open Tokio, Japan Tier IV – 150.000 $ Hartplatz – 32E/32Q/16D                               | Catarina Lindqvist                          | Elizabeth Smylie                   | 6:3, 6:2       |
| 09.04.  | Suntory Japan Open Tokio, Japan Tier IV – 150.000 $ Hartplatz – 32E/32Q/16D                               | Kathy Jordan Elizabeth Smylie               | Hu Na Michelle Jaggard             | 6:0, 3:6, 6:1  |
| 16.04.  | Eckerd Tennis Open Tampa, Vereinigte Staaten Tier III – 225.000 $ Sandplatz – 32E/32Q/16D                 | Monica Seles                                | Katerina Maleewa                   | 6:1, 6:0       |
| 16.04.  | Eckerd Tennis Open Tampa, Vereinigte Staaten Tier III – 225.000 $ Sandplatz – 32E/32Q/16D                 | Mercedes Paz Arantxa Sánchez Vicario        | Sandra Cecchini Laura Gildemeister | 6:2, 6:0       |
| 23.04.  | DHL Open Singapur, Singapur Tier IV – 150.000 $ Hartplatz – 56E/28D                                       | Naoko Sawamatsu                             | Sarah Loosemore                    | 7:65, 3:6, 6:4 |
| 23.04.  | DHL Open Singapur, Singapur Tier IV – 150.000 $ Hartplatz – 56E/28D                                       | Jo Durie Jill Hetherington                  | Pascale Paradis Catherine Suire    | 6:4, 6:1       |
| 23.04.  | International Championships of Spain Barcelona, Spanien Tier IV – 150.000 $ Sandplatz – 28E/32Q/16D       | Arantxa Sánchez Vicario                     | Isabel Cueto                       | 6:4, 6:2       |
| 23.04.  | International Championships of Spain Barcelona, Spanien Tier IV – 150.000 $ Sandplatz – 28E/32Q/16D       | Mercedes Paz Arantxa Sánchez Vicario        | Sabrina Goleš Patricia Tarabini    | 6:7, 6:2, 6:1  |
| 30.04.  | Citizen Cup Hamburg, Bundesrepublik Deutschland Tier II – 350.000 $ Sandplatz – 56E/27D                   | Steffi Graf                                 | Arantxa Sánchez Vicario            | 5:7, 6:0, 6:1  |
| 30.04.  | Citizen Cup Hamburg, Bundesrepublik Deutschland Tier II – 350.000 $ Sandplatz – 56E/27D                   | Gigi Fernández Martina Navratilova          | Laryssa Sawtschenko Helena Suková  | 6:2, 6:3       |
| 30.04.  | Trofeo Ilva-Coppa Mantegazza Tarent, Italien Tier V – 75.000 $ Sandplatz – 32E/32Q/16D                    | Raffaella Reggi                             | Alexia Dechaume                    | 3:6, 6:0, 6:2  |
| 30.04.  | Trofeo Ilva-Coppa Mantegazza Tarent, Italien Tier V – 75.000 $ Sandplatz – 32E/32Q/16D                    | Olena Brjuchowez Jewgenija Manjukowa        | Silvia Farina Rita Grande          | 7:6, 6:1       |

### Mai
| Datum 1 | Turnier | Sieger(in)                           | Finalgegner(in)                      | Ergebnis      |
| ------- | --- | ------------------------------------ | ------------------------------------ | ------------- |
| 07.05.  | Campionati Internazionali d’Italia Peugeot Open Cup Rom, Italien Tier I – 500.000 $ Sandplatz – 56E/32Q/28D    | Monica Seles                         | Martina Navratilova                  | 6:1, 6:1      |
| 07.05.  | Campionati Internazionali d’Italia Peugeot Open Cup Rom, Italien Tier I – 500.000 $ Sandplatz – 56E/32Q/28D    | Helen Kelesi Monica Seles            | Laura Garrone Laura Golarsa          | 6:3, 6:4      |
| 14.05.  | Lufthansa Cup German Open Berlin (West), Bundesrepublik Deutschland Tier I – 500.000 $ Sandplatz – 56E/32Q/28D | Monica Seles                         | Steffi Graf                          | 6:4, 6:3      |
| 14.05.  | Lufthansa Cup German Open Berlin (West), Bundesrepublik Deutschland Tier I – 500.000 $ Sandplatz – 56E/32Q/28D | Nicole Provis Elna Reinach           | Hana Mandlíková Jana Novotná         | 6:2, 6:1      |
| 21.05.  | Internationaux de Strasbourg Straßburg, Frankreich Tier IV – 150.000 $ Sandplatz – 32E/26Q/16D                 | Mercedes Paz                         | Ann Grossman                         | 6:2, 6:3      |
| 21.05.  | Internationaux de Strasbourg Straßburg, Frankreich Tier IV – 150.000 $ Sandplatz – 32E/26Q/16D                 | Nicole Provis Elna Reinach           | Kathy Jordan Elizabeth Smylie        | 6:1, 6:4      |
| 21.05.  | Geneva European Open Genf, Schweiz Tier IV – 150.000 $ Sandplatz – 32E/31Q/16D                                 | Barbara Paulus                       | Helen Kelesi                         | 2:6, 7:5, 7:6 |
| 21.05.  | Geneva European Open Genf, Schweiz Tier IV – 150.000 $ Sandplatz – 32E/31Q/16D                                 | Louise Field Dinky Van Rensburg      | Elise Burgin Betsy Nagelsen          | 5:7, 7:6, 7:5 |
| 28.05.  | French Open Paris, Frankreich Grand Slam – 2.019.720 $ Sandplatz – 128E/64Q/64D/64M                            | Monica Seles                         | Steffi Graf                          | 7:66, 6:4     |
| 28.05.  | French Open Paris, Frankreich Grand Slam – 2.019.720 $ Sandplatz – 128E/64Q/64D/64M                            | Jana Novotná Helena Suková           | Laryssa Sawtschenko Natallja Swerawa | 6:4, 7:5      |
| 28.05.  | French Open Paris, Frankreich Grand Slam – 2.019.720 $ Sandplatz – 128E/64Q/64D/64M                            | Arantxa Sánchez Vicario Jorge Lozano | Nicole Provis Danie Visser           | 7:6, 7:6      |

### Juni
| Datum 1 | Turnier                                                                                                  | Sieger(in)                           | Finalgegner(in)                  | Ergebnis      |
| ------- | --- | ------------------------------------ | -------------------------------- | ------------- |
| 11.06.  | The Dow Classic Birmingham, Großbritannien Tier IV – 150.000 $ Rasen – 56E/32Q/28D                       | Zina Garrison                        | Helena Suková                    | 6:4, 6:1      |
| 11.06.  | The Dow Classic Birmingham, Großbritannien Tier IV – 150.000 $ Rasen – 56E/32Q/28D                       | Laryssa Sawtschenko Natallja Swerawa | Lise Gregory Gretchen Magers     | 3:6, 6:3, 6:3 |
| 18.06.  | Pilkington Glass Ladies Championships Eastbourne, Großbritannien Tier II – 350.000 $ Rasen – 64E/32Q/32D | Martina Navratilova                  | Gretchen Magers                  | 6:0, 6:2      |
| 18.06.  | Pilkington Glass Ladies Championships Eastbourne, Großbritannien Tier II – 350.000 $ Rasen – 64E/32Q/32D | Laryssa Sawtschenko Natallja Swerawa | Patty Fendick Zina Garrison      | 6:4, 6:3      |
| 25.06.  | Wimbledon Championships Wimbledon, Großbritannien Grand Slam – 2.728.856 $ Rasen – 128E/64Q/64D/32Q/64M  | Martina Navratilova                  | Zina Garrison                    | 6:4, 6:1      |
| 25.06.  | Wimbledon Championships Wimbledon, Großbritannien Grand Slam – 2.728.856 $ Rasen – 128E/64Q/64D/32Q/64M  | Jana Novotná Helena Suková           | Kathy Jordan Elizabeth Smylie    | 6:3, 6:4      |
| 25.06.  | Wimbledon Championships Wimbledon, Großbritannien Grand Slam – 2.728.856 $ Rasen – 128E/64Q/64D/32Q/64M  | Zina Garrison Rick Leach             | Elizabeth Smylie John Fitzgerald | 7:5, 6:2      |

### Juli
| Datum 1 | Turnier                                                                                           | Siegerin                          | Finalgegnerin                  | Ergebnis        |
| ------- | ------------------------------------------------------------------------------------------------- | --------------------------------- | ------------------------------ | --------------- |
| 09.07.  | Torneo Internationale Palermo, Italien Tier V – 75.000 $ Sandplatz – 32E/19Q/16D                  | Isabel Cueto                      | Barbara Paulus                 | 6:2, 6:3        |
| 09.07.  | Torneo Internationale Palermo, Italien Tier V – 75.000 $ Sandplatz – 32E/19Q/16D                  | Laura Garrone Karin Kschwendt     | Florencia Labat Barbara Romano | 6:2, 6:4        |
| 09.07.  | Swedish Open Båstad, Schweden Tier V – 75.000 $ Sandplatz – 32E/32Q/16D                           | Sandra Cecchini                   | Csilla Bartos                  | 6:1, 6:2        |
| 09.07.  | Swedish Open Båstad, Schweden Tier V – 75.000 $ Sandplatz – 32E/32Q/16D                           | Mercedes Paz Tine Scheuer-Larsen  | Carin Bakkum Nicole Jagerman   | 6:3, 6:710, 6:2 |
| 16.07.  | Estoril Ladies Open Oeiras, Portugal Tier V – 100.000 $ Sandplatz – 32E/24Q/16D                   | Federica Bonsignori               | Laura Garrone                  | 2:6, 6:3, 6:3   |
| 16.07.  | Estoril Ladies Open Oeiras, Portugal Tier V – 100.000 $ Sandplatz – 32E/24Q/16D                   | Sandra Cecchini Patricia Tarabini | Carin Bakkum Nicole Jagerman   | 1:6, 6:2, 6:3   |
| 16.07.  | Virginia Slims of Newport Newport, Vereinigte Staaten Tier III – 225.000 $ Rasen – 32E/32Q/16D    | Arantxa Sánchez Vicario           | Jo Durie                       | 7:6, 4:6, 7:5   |
| 16.07.  | Virginia Slims of Newport Newport, Vereinigte Staaten Tier III – 225.000 $ Rasen – 32E/32Q/16D    | Lise Gregory Gretchen Magers      | Patty Fendick Anne Smith       | 7:6, 6:1        |
| 21.07.  | Federation Cup Finale Atlanta, Vereinigte Staaten, ITF – Hartplatz                                | Vereinigte Staaten                | Sowjetunion                    | 2:1             |
| 30.07.  | Player’s Ltd. Challenge Canadian Open Montreal, Kanada Tier I – 500.000 $ Hartplatz – 56E/32Q/28D | Steffi Graf                       | Katerina Maleewa               | 6:1, 6:76, 6:3  |
| 30.07.  | Player’s Ltd. Challenge Canadian Open Montreal, Kanada Tier I – 500.000 $ Hartplatz – 56E/32Q/28D | Betsy Nagelsen Gabriela Sabatini  | Helen Kelesi Raffaella Reggi   | 3:6, 6:2, 6:2   |

### August
| Datum 1 | Turnier | Sieger(in)                         | Finalgegner(in)                        | Ergebnis       |
| ------- | --- | ---------------------------------- | -------------------------------------- | -------------- |
| 06.08.  | Virginia Slims of Albuquerque Albuquerque, Vereinigte Staaten Tier IV – 150.000 $ Hartplatz – 32E/32Q/16D     | Jana Novotná                       | Laura Gildemeister                     | 6:4, 6:4       |
| 06.08.  | Virginia Slims of Albuquerque Albuquerque, Vereinigte Staaten Tier IV – 150.000 $ Hartplatz – 32E/32Q/16D     | Meredith McGrath Anne Smith        | Peanut Louie Harper Wendy White-Prausa | 7:6, 6:4       |
| 06.08.  | Great American Bank Classic San Diego, Vereinigte Staaten Tier III – 225.000 $ Hartplatz – 32E/16D            | Steffi Graf                        | Manuela Maleeva-Fragnière              | 6:3, 6:2       |
| 06.08.  | Great American Bank Classic San Diego, Vereinigte Staaten Tier III – 225.000 $ Hartplatz – 32E/16D            | Patty Fendick Zina Garrison        | Elise Burgin Rosalyn Fairbank-Nideffer | 6:4, 7:6       |
| 13.08.  | Virginia Slims of Los Angeles Manhattan Beach, Vereinigte Staaten Tier II – 350.000 $ Hartplatz – 56E/32Q/28D | Monica Seles                       | Martina Navratilova                    | 6:4, 3:6, 7:66 |
| 13.08.  | Virginia Slims of Los Angeles Manhattan Beach, Vereinigte Staaten Tier II – 350.000 $ Hartplatz – 56E/32Q/28D | Gigi Fernández Jana Novotná        | Mercedes Paz Gabriela Sabatini         | 6:3, 4:6, 6:4  |
| 20.08.  | OTB International Open Schenectady, Vereinigte Staaten Tier V – 75.000 $ Hartplatz – 32E/28Q/15D              | Anke Huber                         | Marianne Werdel                        | 6:1, 5:7, 6:4  |
| 20.08.  | OTB International Open Schenectady, Vereinigte Staaten Tier V – 75.000 $ Hartplatz – 32E/28Q/15D              | Alysia May Nana Miyagi             | Linda Ferrando Wiltrud Probst          | 6:4, 5:7, 6:3  |
| 27.08.  | US Open New York, Vereinigte Staaten Grand Slam – 2.700.000 $ Hartplatz – 128E/64Q/64D/32M                    | Gabriela Sabatini                  | Steffi Graf                            | 6:2, 7:6       |
| 27.08.  | US Open New York, Vereinigte Staaten Grand Slam – 2.700.000 $ Hartplatz – 128E/64Q/64D/32M                    | Gigi Fernández Martina Navratilova | Jana Novotná Helena Suková             | 6:2, 6:4       |
| 27.08.  | US Open New York, Vereinigte Staaten Grand Slam – 2.700.000 $ Hartplatz – 128E/64Q/64D/32M                    | Elizabeth Smylie Todd Woodbridge   | Natallja Swerawa Jim Pugh              | 6:4, 6:2       |

### September
| Datum 1 | Turnier                                                                                                | Siegerin                             | Finalgegnerin                      | Ergebnis         |
| ------- | --- | ------------------------------------ | ---------------------------------- | ---------------- |
| 10.09.  | Athens Ladies Open Athen, Griechenland Tier V – 75.000 $ Sandplatz – 32E/28Q/16D                       | Cecilia Dahlman                      | Katia Piccolini                    | 7:5, 7:5         |
| 10.09.  | Athens Ladies Open Athen, Griechenland Tier V – 75.000 $ Sandplatz – 32E/28Q/16D                       | Laura Garrone Karin Kschwendt        | Leona Lásková Jana Pospíšilová     | 6:0, 1:6, 7:66   |
| 10.09.  | Austrian Open Kitzbühel, Österreich Tier V – 100.000 $ Sandplatz – 32E/25Q/16D                         | Claudia Kohde-Kilsch                 | Rachel McQuillan                   | 7:6, 6:4         |
| 10.09.  | Austrian Open Kitzbühel, Österreich Tier V – 100.000 $ Sandplatz – 32E/25Q/16D                         | Petra Langrová Radka Zrubáková       | Sandra Cecchini Patricia Tarabini  | 6:0, 6:4         |
| 10.09.  | Light n’ Lively Doubles Orlando, Vereinigte Staaten 175.000 $ Teppich (Halle) – 12D                    | Laryssa Sawtschenko Natallja Swerawa | Manon Bollegraf Meredith McGrath   | 6:4, 6:1         |
| 17.09.  | Clarins Open Paris, Frankreich Tier IV – 150.000 $ Sandplatz – 32E/32Q/16D                             | Conchita Martínez                    | Patricia Tarabini                  | 7:5, 6:3         |
| 17.09.  | Clarins Open Paris, Frankreich Tier IV – 150.000 $ Sandplatz – 32E/32Q/16D                             | Kristin Godridge Kirrily Sharpe      | Alexia Dechaume Nathalie Herreman  | 4:6, 6:3, 6:1    |
| 24.09.  | Volkswagen Damen Grand Prix Leipzig, DDR Tier III – 225.000 $ Teppich (Halle) – 28E/30Q/16D            | Steffi Graf                          | Arantxa Sánchez Vicario            | 6:1, 6:1         |
| 24.09.  | Volkswagen Damen Grand Prix Leipzig, DDR Tier III – 225.000 $ Teppich (Halle) – 28E/30Q/16D            | Lise Gregory Gretchen Magers         | Manon Bollegraf Jo Durie           | 6:2, 4:6, 6:3    |
| 24.09.  | Nichirei International Championships Tokio, Japan Tier II – 350.000 $ Teppich (Halle) – 28E/16D        | Mary Joe Fernández                   | Amy Frazier                        | 3:6, 6:2, 6:3    |
| 24.09.  | Nichirei International Championships Tokio, Japan Tier II – 350.000 $ Teppich (Halle) – 28E/16D        | Mary Joe Fernández Robin White       | Gigi Fernández Martina Navratilova | 4:6, 6:3, 7:64   |
| 24.09.  | Open Whirlpool – Ville de Bayonne Bayonne, Frankreich Tier V – 100.000 $ Teppich (Halle) – 32E/32Q/16D | Nathalie Tauziat                     | Anke Huber                         | 6:3, 7:68        |
| 24.09.  | Open Whirlpool – Ville de Bayonne Bayonne, Frankreich Tier V – 100.000 $ Teppich (Halle) – 32E/32Q/16D | Louise Field Catherine Tanvier       | Jo-Anne Faull Rachel McQuillan     | 7:63, 6:75, 7:65 |

### Oktober
| Datum 1      | Turnier | Siegerin                             | Finalgegnerin                         | Ergebnis      |
| ------------ | --- | ------------------------------------ | ------------------------------------- | ------------- |
| 01.10.       | Moscow Women’s Open Moskau, Sowjetunion Tier V – 100.000 $ Teppich (Halle) – 32E/30Q/16D                      | Leila Mes’chi                        | Olena Brjuchowez                      | 6:4, 6:4      |
| 01.10.       | Moscow Women’s Open Moskau, Sowjetunion Tier V – 100.000 $ Teppich (Halle) – 32E/30Q/16D                      | Gretchen Magers Robin White          | Olena Brjuchowez Jewgenija Manjukowa  | 6:2, 6:4      |
| 08.10.       | BMW European Indoors Zurich Zürich, Schweiz Tier II – 350.000 $ Teppich (Halle) – 32E/28Q/16D                 | Steffi Graf                          | Gabriela Sabatini                     | 6:3, 6:2      |
| 08.10.       | BMW European Indoors Zurich Zürich, Schweiz Tier II – 350.000 $ Teppich (Halle) – 32E/28Q/16D                 | Manon Bollegraf Eva Pfaff            | Catherine Suire Dinky van Rensburg    | 7:5, 6:4      |
| 15.10.       | Arizona Classic Scottsdale, Vereinigte Staaten Tier IV – 150.000 $ Hartplatz – 32E/32Q/16D                    | Conchita Martínez                    | Marianne Werdel                       | 7:5, 6:1      |
| 15.10.       | Arizona Classic Scottsdale, Vereinigte Staaten Tier IV – 150.000 $ Hartplatz – 32E/32Q/16D                    | Elise Burgin Helen Kelesi            | Sandy Collins Ronni Reis              | 6:4, 6:2      |
| 15.10.       | Porsche Tennis Grand Prix Filderstadt, Deutschland Tier II – 350.000 $ Teppich (Halle) – 32E/32Q/16D          | Mary Joe Fernández                   | Barbara Paulus                        | 6:1, 6:3      |
| 15.10.       | Porsche Tennis Grand Prix Filderstadt, Deutschland Tier II – 350.000 $ Teppich (Halle) – 32E/32Q/16D          | Mary Joe Fernández Zina Garrison     | Mercedes Paz Arantxa Sánchez Vicario  | 7:5, 6:3      |
| 22. – 28.10. | Puerto Rican Open Dorado, Puerto Rico Tier IV – 150.000 $ Hartplatz – 32E/30Q/16D                             | Jennifer Capriati                    | Zina Garrison                         | 5:7, 6:4, 6:2 |
| 22. – 28.10. | Puerto Rican Open Dorado, Puerto Rico Tier IV – 150.000 $ Hartplatz – 32E/30Q/16D                             | Olena Brjuchowez Natalija Medwedjewa | Amy Frazier Julie Richardson          | 6:4, 6:2      |
| 22.10.       | Midland Bank Championships Brighton, Großbritannien Tier II – 350.000 $ Teppich (Halle) – 32E/32Q/16D         | Steffi Graf                          | Helena Suková                         | 7:5, 6:3      |
| 22.10.       | Midland Bank Championships Brighton, Großbritannien Tier II – 350.000 $ Teppich (Halle) – 32E/32Q/16D         | Helena Suková Nathalie Tauziat       | Jo Durie Natallja Swerawa             | 6:1, 6:4      |
| 29.10.       | Virginia Slims of California Oakland, Vereinigte Staaten Tier II – 350.000 $ Teppich (Halle) – 28E/16D        | Monica Seles                         | Martina Navratilova                   | 6:3, 7:65     |
| 29.10.       | Virginia Slims of California Oakland, Vereinigte Staaten Tier II – 350.000 $ Teppich (Halle) – 28E/16D        | Meredith McGrath Anne Smith          | Rosalyn Fairbank-Nideffer Robin White | 2:6, 6:0, 6:4 |
| 29.10.       | Virginia Slims of Nashville Brentwood, Vereinigte Staaten Tier IV – 150.000 $ Hartplatz (Halle) – 32E/32Q/16D | Natalija Medwedjewa                  | Susan Sloane                          | 6:3, 7:63     |
| 29.10.       | Virginia Slims of Nashville Brentwood, Vereinigte Staaten Tier IV – 150.000 $ Hartplatz (Halle) – 32E/32Q/16D | Kathy Jordan Laryssa Sawtschenko     | Brenda Schultz Caroline Vis           | 6:1, 6:2      |

### November
| Datum 1 | Turnier                                                                                                   | Siegerin                       | Finalgegnerin                        | Ergebnis                |
| ------- | --- | ------------------------------ | ------------------------------------ | ----------------------- |
| 05.11.  | Jello Tennis Classic Indianapolis, Vereinigte Staaten Tier IV – 150.000 $ Hartplatz (Halle) – 32E/32Q/16D | Conchita Martínez              | Leila Mes’chi                        | 6:4, 6:2                |
| 05.11.  | Jello Tennis Classic Indianapolis, Vereinigte Staaten Tier IV – 150.000 $ Hartplatz (Halle) – 32E/32Q/16D | Patty Fendick Meredith McGrath | Katrina Adams Jill Hetherington      | 6:1, 6:1                |
| 05.11.  | Virginia Slims of New England Worcester, Vereinigte Staaten Tier II – 350.000 $ Teppich (Halle) – 28E/16D | Steffi Graf                    | Gabriela Sabatini                    | 7:6, 6:3                |
| 05.11.  | Virginia Slims of New England Worcester, Vereinigte Staaten Tier II – 350.000 $ Teppich (Halle) – 28E/16D | Gigi Fernández Helena Suková   | Mary Joe Fernández Jana Novotná      | 3:6, 6:3, 6:3           |
| 12.11.  | WTA Championships New York, Vereinigte Staaten Masters – 3.000.000 $ Teppich (Halle) – 16E/8D             | Monica Seles                   | Gabriela Sabatini                    | 6:4, 5:7, 3:6, 6:4, 6:2 |
| 12.11.  | WTA Championships New York, Vereinigte Staaten Masters – 3.000.000 $ Teppich (Halle) – 16E/8D             | Kathy Jordan Elizabeth Smylie  | Mercedes Paz Arantxa Sánchez Vicario | 7:64, 6:4               |
| 26.11.  | Nivea Cup São Paulo, Brasilien Tier V – 75.000 $ Sandplatz – 32E/32Q/16D                                  | Veronika Martinek              | Donna Faber                          | 6:2, 6:4                |
| 26.11.  | Nivea Cup São Paulo, Brasilien Tier V – 75.000 $ Sandplatz – 32E/32Q/16D                                  | Bettina Fulco Eva Švíglerová   | Mary Pierce Luanne Spadea            | 7:5, 6:4                |